# Герейда
Герейда — крупный город, расположенный на юго-западе Судана на высоте 484 метра над уровнем моря. Он расположен примерно в 100 километрах к югу от ближайшего большого города Ньяла. Герейда насчитывает более 120 000 человек населения по оценке международной организации Оксфам за 31 июля 2006.
По состоянию на 2006 год город являлся крупнейшим лагерем проживания внутренне перемещённых лиц. Ситуация с условиями жизни населения и эксплуатации насилия над людьми в населённом пункте являлась тяжёлой. В июне 2007 года организация Оксфам покинула Герейду в связи с тем, что правительство не выражало желания принимать помощь, нападая на сотрудников организации.